# Levon Larents
Levon Larents (Kirisciyan) (en armenio: Լևոն Լարենց (Քիրիշճյան); Estambul, 1875 – Ankara, 1915) fue un escritor, traductor, periodista, editor, novelista, poeta y profesor armenio. Ha colaborado en la edición de numerosos periódicos alrededor del mundo, y el fundador de muchos otros. Durante el Genocidio armenio, Larents fue deportado hacia Ankara, y posteriormente fue asesinado.

## Biografía

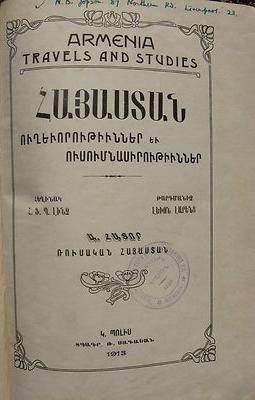
Traducción realizada por Larents de Armenia, del autor H.F.B. Lynch

Levon Larents nació en 1875, en el barrio de Samatya en Estambul, Imperio otomano. Recibió su educación en la local Robert College, donde se graduó en 1902. Durante su período estudiantil, publicó el periódico armenio Zepur, con la colaboración de sus compañeros Tenovk Armen y Hrand Esayan. Durante un breve período después de su graduación, Larents colaboró en el periódico Puzantion. Posteriormente se mudó hacia Adapazari donde enseñó 'Historia de la Civilización', en la Escuela Armenia Getronagan.
En 1905, Larents viajó a los Estados Unidos, escapando de la presión social en el Imperio otomano, donde se volvió miembro del Partido Socialdemócrata Hunchak, que tenía como objetivo la independencia de Armenia del dominio otomano. Mientras estuvo en Boston, Massachusetts, Larents se convirtió en el editor de un periódico armenio local llamado Tsayn Hayreneats o "Voz de la Patria" durante dos años. Finalmente se estableció en Alejandría, Egipto, cuando trabajó para Orosdi Back, una compañía mayorista. También empezó a colaborar en otro periódico armenio llamado Azad Pern. Sin embargo, tras la muerte de Arpiar Arpiarian, Larents se trasladó hacia Atenas, Grecia. Después de la revolución de los Jóvenes Turcos en 1908, Larents regresó a Estambul donde se convirtió en el editor jefe de Murj y Tsayn Hayreneats durante dos años. Allí, publicó un libro de poemas titulado Trahkdi Yerker o "Canciones del Cielo". También tradujo numerosas obras del inglés y francés al armenio. Una de sus traducciones fue la obra "Armenia"m de H. F. B. Lynch, el cual fue publicado en 1913. En 1911, también tradujo el Corán al armenio.

## Muerte
Levon Larents fue uno de los intelectuales armenios deportados durante el Genocidio armenio. Primero fue deportado hacia Ayaş junto con otros intelectuales armenios. Larents fue posteriormente transferido a Ankara donde fue asesinado en las afueras de la ciudad.